# Meiju Li
Meiju Li (República Popular China, 3 de octubre de 1981) es una atleta china especializada en la prueba de lanzamiento de peso, en la que consiguió ser medallista de bronce mundial en pista cubierta en 2008.

## Carrera deportiva
En el Campeonato Mundial de Atletismo en Pista Cubierta de 2008 ganó la medalla de bronce en el lanzamiento de peso, llegando hasta los 19.09 metros que fue su mejor marca personal, tras la neozelandesa Valerie Vili (oro con 20.19 metros que fue récord de Oceanía) y la bielorrusa Nadzeya Astapchuk (plata con 19.74 metros).